# Аназат
Аназа́т (арм. Անազատներ — був. «несвободный», «незнатный») — в раннефеодальной Армении общее название для представителя непривилегированных сословий — крестьянина, ремесленника или торговца. Представители сословия аназатов подлежали телесному наказанию, а жизнь убитого ценилась вдвое меньше жизни азата (представителя свободного «знатного» сословия, феодала). Со временем слово вышло из употребления, а простонародье стали называть «рамик» (чернь, толпа). Главными отличиями аназатов от азатов было то, что аназаты платили налоги, не владели землёй и не имели политических прав.
Наиболее многочисленную группу аназатов составляли крестьяне, в свою очередь делившиеся на «парикосов» и «шинаканов». Парикосы были лично зависимыми крепостными, шинаканы же, возможно, сохраняли личную свободу, но являлись экономически зависимыми и не владели землёй, а платили землевладельцу ренту. Со временем зависимость шинаканов от землевладельцев могла усиливаться, их иногда характеризуют как полукрепостных.
Другой многочисленной группой аназатов были городские ремесленники и купцы. Они лично и экономически не зависели от феодалов, но не имели политических прав и должны были платить налоги.
Термин аназат имеет иранское происхождение, где обозначал рабов, однако в Армении значение слова быстро расширилось и на другие категории зависимого населения.